# David Harewood

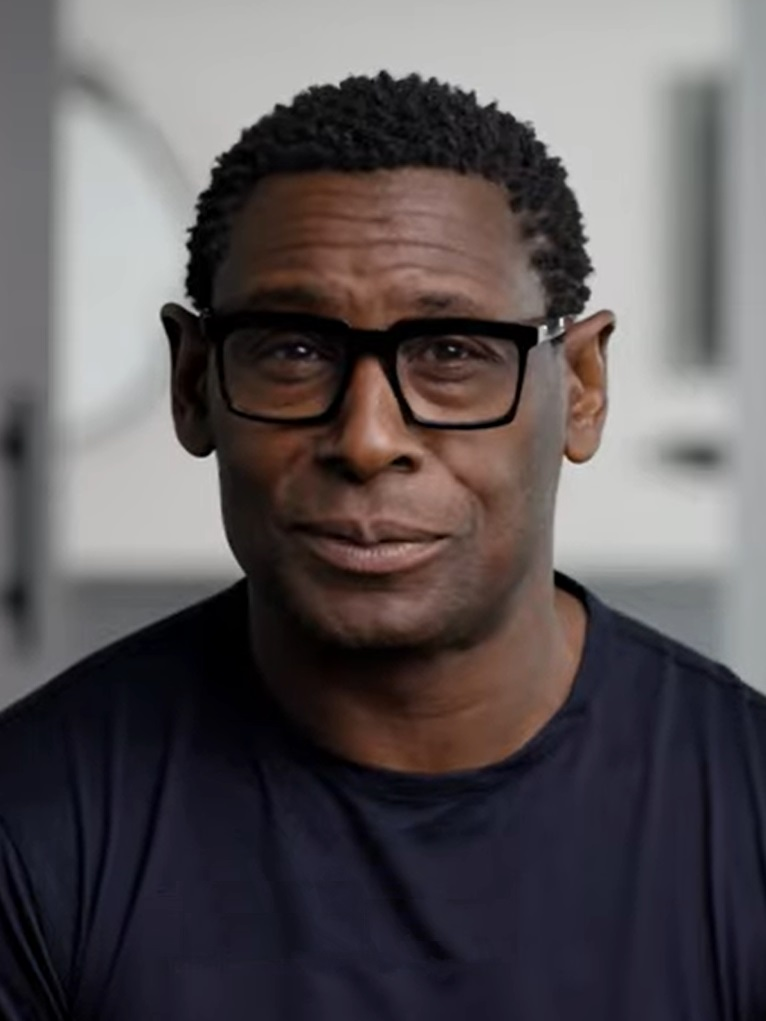
David Harewood (2024)

David Harewood, MBE (* 8. Dezember 1965 in Birmingham, England) ist ein britischer Schauspieler.

## Leben
Er wirkte in zahlreichen TV-Produktionen (u. a. Hustle – Unehrlich währt am längsten, Strike Back, Doctor Who) und Kinofilmen (u. a. Strings – Fäden des Schicksals, Geliebte Lügen und Blood Diamond) mit. Einem größeren Publikum in Deutschland wurde er bekannt durch seine Rolle in der US-amerikanischen Fernsehserie Homeland, in der er David Estes spielte, den Leiter der Anti-Terrorismus-Einheit der CIA. Seit 1991 war er in mehr als 70 Film- und Fernsehproduktionen zu sehen. 2004 spielte er einen Prinzen in Der Kaufmann von Venedig (The Merchant of Venice). Von 2015 bis 2021 war er in der Serie Supergirl zu sehen. Für diese Serie war Harewood vereinzelt auch als Regisseur tätig.
Harewood ist seit 2011 Mitglied des Order of the British Empire. Er ist seit 2013 verheiratet und hat zwei Kinder.

## Filmografie (Auswahl)

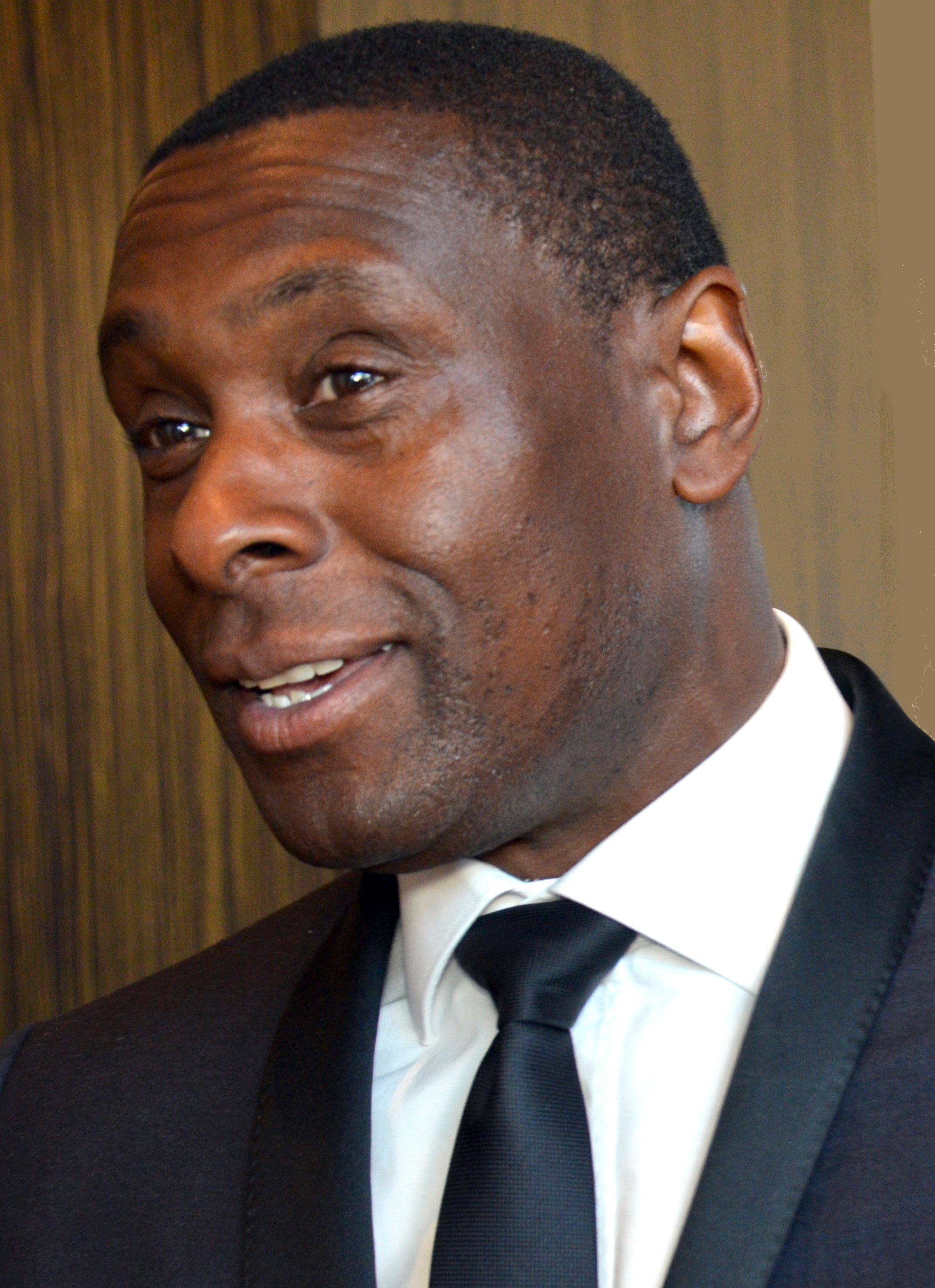
David Harewood (2015)

- 1988: South of the Border (Fernsehserie, Episode 1x07)
- 1990, 1993: Casualty, (Fernsehserie, 2 Episoden)
- 1991: For the Greater Good (Fernsehserie, Episode 1x01)
- 1991: Der Aufpasser (Minder, Fernsehserie, Episode 8x10)
- 1991: Murder Most Horrid (Fernsehserie, Episode 1x05)
- 1991: Pirate Prince (Fernsehfilm)
- 1991–1992: Spatz (Fernsehserie, 2 Episoden)
- 1993: Anna Lee: Headcase (Fernsehfilm)
- 1993: Press Gang (Fernsehserie, Episode 5x02)
- 1993: Medics (Fernsehserie, Episode 3x06)
- 1993: Der Falke des Schreckens (The Hawk)
- 1993: Ein Käfig voller Pfauen (Harnessing Peacocks, Fernsehfilm)
- 1994: Bermuda Cops
- 1994: Wunderbare Augenblicke der Luftfahrt (Great Moments in Aviation)
- 1994: Capital Lives (Fernsehserie, Episode 1x05)
- 1995: Hearts and Minds (Fernsehserie, 4 Episoden)
- 1999–2001: Always and Everyone (Fernsehserie, 28 Episoden)
- 1999–2003: The Vice (Fernsehserie, 28 Episoden)
- 2004: Der Kaufmann von Venedig (The Merchant of Venice)
- 2004: Strings – Fäden des Schicksals (Strings)
- 2004: Silent Witness (Fernsehserie, 2 Episoden)
- 2005: Geliebte Lügen (Separate Lies)
- 2006: Blood Diamond
- 2007: New Tricks – Die Krimispezialisten (New Tricks, Fernsehserie, Episode 4x03)
- 2007: Sally Lockhart – Der Schatten im Norden (Sally Lockhart: The Shadow in the North)
- 2008: The Palace (Fernsehserie, 8 Episoden)
- 2008: The Last Enemy (Miniserie, 5 Episoden)
- 2008: Criminal Justice (Fernsehserie, 4 Episoden)
- 2009: Robin Hood (Fernsehserie, 12 Episoden)
- 2009–2010: Doctor Who (Fernsehserie, 2 Episoden)
- 2010: Strike Back (Fernsehserie, Episoden 1x03–1x04)
- 2011: Hustle – Unehrlich währt am längsten (Hustle, Fernsehserie, Episode 7x05)
- 2011: The Body Farm (Fernsehserie, Episode 1x03)
- 2011–2012: Homeland (Fernsehserie, 24 Episoden)
- 2012: Die Schatzinsel (Treasure Island, Fernsehfilm)
- 2013: The Wrong Mans – Falsche Zeit, falscher Ort (The Wrong Mans, Fernsehserie, Episode 1x01)
- 2014: Selfie (Fernsehserie, 13 Episoden)
- 2015: Spooks – Verräter in den eigenen Reihen (Spooks: The Greater Good)
- 2015–2021: Supergirl (Fernsehserie)
- 2016: The Night Manager (Fernsehserie, 5 Episoden)
- 2017: Tulpenfieber (Tulip Fever)
- 2017: Madiba (Miniserie, 6 Episoden)
- 2017, 2019: The Flash (Fernsehserie, 2 Episoden)
- 2018: Parallel
- 2019: The Man in the High Castle (Fernsehserie, 2 Episoden)
- 2020: Legends of Tomorrow (Fernsehserie, Episode 5x00)
- 2020: Arrow (Fernsehserie, Episode 8x08)
- 2022: Wendell & Wild (Wendell and Wild, Stimme)
- 2024: Arthur’s Whisky
- 2024: The Acolyte (Star Wars: The Acolyte, Fernsehserie, Folge 1x08)
- 2024: Sherwood (Fernsehserie, 6 Episoden)
- 2024–2025: The Agency (Fernsehserie, 5 Episoden)

## Videospiele
- 2011: Battlefield 3 als Captain Quinton Cole
- 2013: Killzone: Shadow Fall als Sinclair
- 2016: Call of Duty: Infinite Warfare als Sgt. Usef Omar
- 2023: Alan Wake 2